# Bingham Peak
Bingham Peak är en bergstopp i Antarktis. Den ligger i Västantarktis. Chile gör anspråk på området. Toppen på Bingham Peak är 1 540 meter över havet.
Terrängen runt Bingham Peak är varierad. Trakten är obefolkad. Det finns inga samhällen i närheten. 